# ادگارد وایت
ادگارد وایت (انگلیسی: Edgar White؛ ۱۷ نوامبر ۱۹۲۹ – ۷ ژانویهٔ ۲۰۱۴) قایقران قایق بادبانی اهل ایالات متحده آمریکا بود.
وی در مسابقات کشوری و بین‌المللی در مجموع برندهٔ ۱ مدال طلا شده‌است.